# VW EA824
Der VW EA824 (EA = Entwicklungsauftrag) ist eine Ottomotoren-Baureihe der Volkswagen AG, die federführend von Audi in Neckarsulm entwickelt wurde. Die Baureihe umfasst Achtzylinder-V-Motoren und wird seit 2012 in verschiedenen Fahrzeugen des Volkswagen-Konzerns eingesetzt.